# قرار مجلس الأمن التابع للأمم المتحدة رقم 1042
قرار مجلس الأمن التابع للأمم المتحدة رقم 1042، المتخذ بالإجماع في 31 كانون الثاني / يناير 1996، بعد إعادة التأكيد على جميع القرارات السابقة بشأن الصحراء الغربية، ناقش المجلس خطة التسوية للصحراء الغربية ومدد ولاية بعثة الأمم المتحدة للاستفتاء في الصحراء الغربية حتى 31 مايو 1996.
وكرر مجلس الأمن مرة أخرى التزامه بإجراء استفتاء لتقرير المصير لشعب الصحراء الغربية على النحو الذي قبله كل من المغرب وجبهة البوليساريو. كان هناك قلق بشأن عدم إحراز تقدم نحو استكمال خطة التسوية، وحث كلا الطرفين على التعاون مع بعثة الأمم المتحدة للاستفتاء في الصحراء الغربية والأمين العام بطرس بطرس غالي في استئناف عملية تحديد الهوية وتحديد سبل خلق الثقة فيما بينهما.
وأيد القرار اعتزام الأمين العام توجيه انتباه المجلس فوراً إلى الحالة إذا لم يتم إحراز تقدم، وبالتالي سينظر في خطط سحب بعثة الأمم المتحدة للاستفتاء في الصحراء الغربية. وطُلب منه تقديم تقرير بحلول 15 أيار / مايو 1996 عن الحالة.

## روابط خارجية
- نص القرار في undocs.org